# 어항마름과
어항마름과(魚缸--科, 학명: Cabombaceae 카봄바케아이[*])는 수련목의 과이다. 2속 7종으로 이루어져 있으며, 한국에는 순채 1종이 자생한다.

## 하위 분류
- 순채속(Brasenia Schreb.)
- 어항마름속(Cabomba Aubl.)

## 계통 분류
2016년 APG IV 분류 체계에서는 어항마름과를 수련목 아래에 분류하며, 이는 2009년 APG III 분류 체계의 분류와 동일하다. 2003년 APG II 분류 체계에서는 속씨식물군 아래의 수련과 안에 어항마름과를 포함시켰으며, 다만 선택적인 분리를 허용했다. 그 이전의 1998년 APG 분류 체계에서는 어항마름과를 인정하지 않았다.